# Citlalli 1980-81

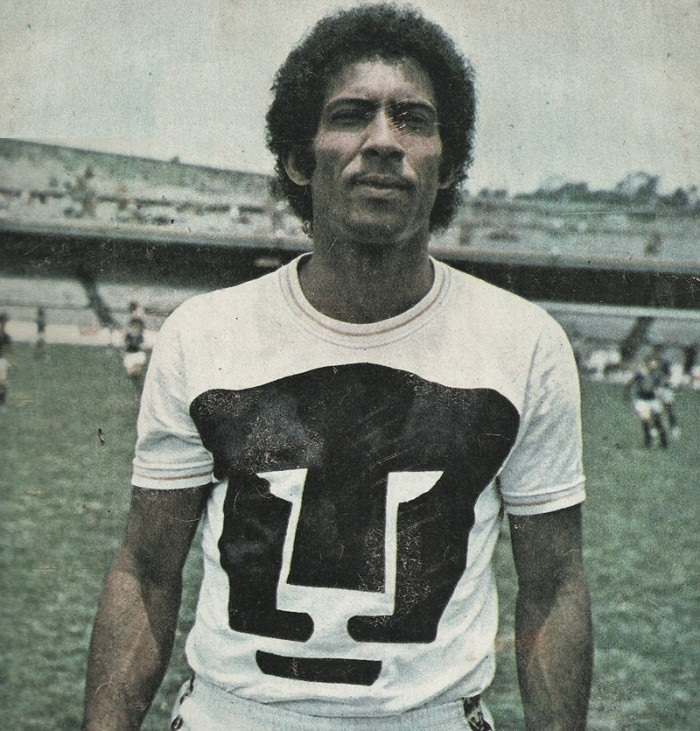
Evanivaldo Castro, ganador del premio al mejor jugador en la temporada 1980-81.

El Citlalli 1980-81 fue la vii edición de la ceremonia de premios a lo más destacado del fútbol mexicano, correspondiente a la temporada 1980-81, organizada por la Federación Mexicana de Fútbol Asociación.
En esta edición Cabinho obtuvo su tercer y último premio al mejor jugador del torneo, ahora como elemento de Atlante, convirtiéndose en el primer jugador en ser nombrado futbolista del año en México en tres ocasiones, hito igualado por el chileno Fabián Estay y el mexicano Cuauhtémoc Blanco a finales del siglo XX e inicios del nuevo milenio respectivamente, siendo los máximos ganadores del galardón.

## Resumen de premios
| Premio                  | Ganador                 | Equipo                  |
| ----------------------- | ----------------------- | ----------------------- |
| Futbolista del año      | Cabinho                 | Atlante                 |
| Portero del año         | Ricardo Ferrero         | Cruz Azul               |
| Lateral del año         | Ignacio Flores          | Cruz Azul               |
| Defensa del año         | Gustavo Vargas          | Universidad Nacional    |
| Medio defensivo del año | Carlos Jara Saguier     | Cruz Azul               |
| Medio ofensivo del año  | Mario Hernández         | Zacatepec               |
| Extremo del año         | Ricardo Ferretti        | Universidad Nacional    |
| Delantero del año       | Cabinho                 | Atlante                 |
| Entrenador del año      | Bora Milutinović        | Universidad Nacional    |
| Comportamiento          | Pirri                   | Puebla                  |
| Preparador físico       | Rubén Maturano          | Cruz Azul               |
| Campeón de goleo        | Cabinho                 | Atlante                 |
| Líder general           | Tecos UAG               | Tecos UAG               |
| Árbitro del año         | Enrique Mendoza Guillén | Enrique Mendoza Guillén |

## Equipo ideal
El equipo ideal del torneo fue elegido tomando como base los jugadores y entrenador premiados, así como otros elementos destacados a lo largo de la temporada regular a partir de los registros estadísticos.
| Portero         | Defensores                                                 | Mediocampistas                                             | Delanteros           | Entrenador       |
| --------------- | ---------------------------------------------------------- | ---------------------------------------------------------- | -------------------- | ---------------- |
| Ricardo Ferrero | Rafael Toribio Rafael Amador Gustavo Vargas Ignacio Flores | Pirri Mario Hernández Carlos Jara Saguier Ricardo Ferretti | Cabinho Hugo Sánchez | Bora Milutinović |